# Titularbistum Taborenta
Taborenta ist ein Titularbistum der römisch-katholischen Kirche.
Es geht zurück auf einen untergegangenen Bischofssitz in der gleichnamigen antiken Stadt, die in der römischen Provinz Mauretania Caesariensis (heute nördliches Algerien) lag.
| Titularbischöfe von Taborenta |                                             |                                     |                   |                  |
| Nr.                           | Name                                        | Amt                                 | von               | bis              |
| 1                             | Jean-Baptiste-Adrien Llosa                  | Altbischof von Ajaccio (Frankreich) | 26. Juli 1966     | 18. Februar 1971 |
| 2                             | Wolfgang Rolly                              | Weihbischof in Mainz (Deutschland)  | 5. Juni 1972      | 25. März 2008    |
| 3                             | Martin Krebs Titularerzbischof pro hac vice | Apostolischer Nuntius               | 8. September 2008 |                  |